# Johann Christoph Aurbach
Johann Christoph Aurbach, modernisiert Johann Christoph Auerbach, († 23. September 1739 in Quedlinburg) war ein deutscher Beamter und Jurist. Er war zunächst fürstlich-sächsischer Hofrat in Barby und zuletzt Kanzleidirektor der Regierung des Stifts Quedlinburg.

## Leben
Er stammte aus einer in Langensalza ansässigen Familie, deren ursprüngliche Namensform Urbach zu Aurbach wandelte und schon mit Kurt Urbach, 1427 Vormund der Stephanskirche zu Langensalza, urkundete. Sie führte im Wappen: Spaten und Dunggabel (oder Heugabel) schräg gekreuzt. Johann Christoph Aurbach war der Sohn des gleichnamigen Lizentiaten, der 1706 in den Rat der Stadt Langensalza gewählt wurde.
Am 1. April 1701 wurde Johann Christoph Aurbach junior als Student der Rechtswissenschaften an der Universität Halle immatrikuliert. In den folgenden Jahren ist Aurbach dort als Respondent bei mehrerer Verteidigungen von juristischen Dissertationen nachweisbar.
Nach dem Ende seiner juristischen Studien stand er ab 1708 zunächst als Hofrat im Dienst des Stifts Quedlinburg, danach wechselte er als Hofrat zum Herzog Heinrich von Sachsen-Weißenfels-Barby und dessen Nachfolgers Georg Albrecht von Sachsen-Weißenfels-Barby nach Barby.
Im Jahre 1734 ging er nach Quedlinburg zurück und trat als Kanzleidirektor in den Dienst des Fürsten von Schleswig-Holstein, die zu Beginn des 18. Jahrhunderts das Stift Quedlinburg besaßen und die evangelische Äbtissin des weltlichen Stifts einsetzten. Eine seiner ersten größeren Aufgaben als Direktor der Stiftskanzlei war die Schlichtung der mit dem König Friedrich II. von Preußen entstandenen Differenzen mit der Quedlinburger Äbtissin um das Stift Quedlinburg.
Aurbach hinterließ die beiden Söhne Johann Gottlieb Aurbach, markgräflich-brandenburgischer Amtsrat und königlich-polnischer und kurfürstlich-sächsischer bestallter Amtmann des Sequestrationsamts Artern sowie der Kauf- und Handelsmann Anton Wilhelm Aurbach in Magdeburg.
Seine Tochter heiratete den späteren schwedischen Kammerherrn und kurländischen Oberbergdirektor Ernst August Freiherr von Nordenflycht, welcher Ehe Auerbachs Enkel Fürchtegott Leberecht von Nordenflycht entstammte. Jener begründete den chilenischen Zweig des Adelsgeschlechts Nordenflycht.
Nach dem Tod ihres Mannes Johann Christoph Aurbach verließ dessen Witwe Anna Catharina geborene Honfeisten die Stadt Quedlinburg und lebte bis zu ihrem Tod im Jahre 1753 in Neuhaldensleben, wo ihr Ehemann den sogenannten Großen Hof erworben hatte.
Eine enge Beziehung verband Johann Christoph Aurbach zeit seines Lebens mit Tunzenhausen. Denn mit der dortigen Hälfte des Rittergutes, die Ernst Friedrich Meurer und dessen Familie gehörte, war er und später seine Lehnserben mitbelehnt worden. Sie besaßen die gesamte Hand an diesem kurfürstlich-sächsischen Lehen und erneuerten am Lehnhof Dresden ihre Lehnspflicht.